# کارل بنت (راننده مسابقه)
کارل واتانا بنت (متولد ۲ سپتامبر ۲۰۰۴) یک راننده مسابقه‌ای تایلندی-آمریکایی است که در حال حاضر در مسابقات قهرمانی جهان استقامتی برای ایزوتا فراچینی و در سری مسابقات لمانبرای تیم کول ریسینگ رانندگی می‌کند.
 بنت پس از شرکت در سری‌های مختلف فرمول ۴ و همچنین یوروکاپ ۳ در سال ۲۰۲۳ به مسابقات استقامتی روی آورد و به کلاس هایپرکار، کلاس برتر مسابقات قهرمانی جهان استقامتی به تیم  به یک سکو در مسابقات لمانز آسیایی در کلاس ال‌ام‌پی۲ دست یافت.  
او یکی از اعضای مدیریت ای۱۴ است که تحت نظارت فرناندو آلونسو قهرمان دو دوره فرمول یک جهان است.